# Typha capensis
Typha capensis är en kaveldunsväxtart som först beskrevs av Paul Rohrbach och fick sitt nu gällande namn av Nicholas Edward Brown. 
Typha capensis ingår i släktet kaveldun och familjen kaveldunsväxter. IUCN kategoriserar arten globalt som livskraftig. Inga underarter finns listade i Catalogue of Life.

## Bildgalleri

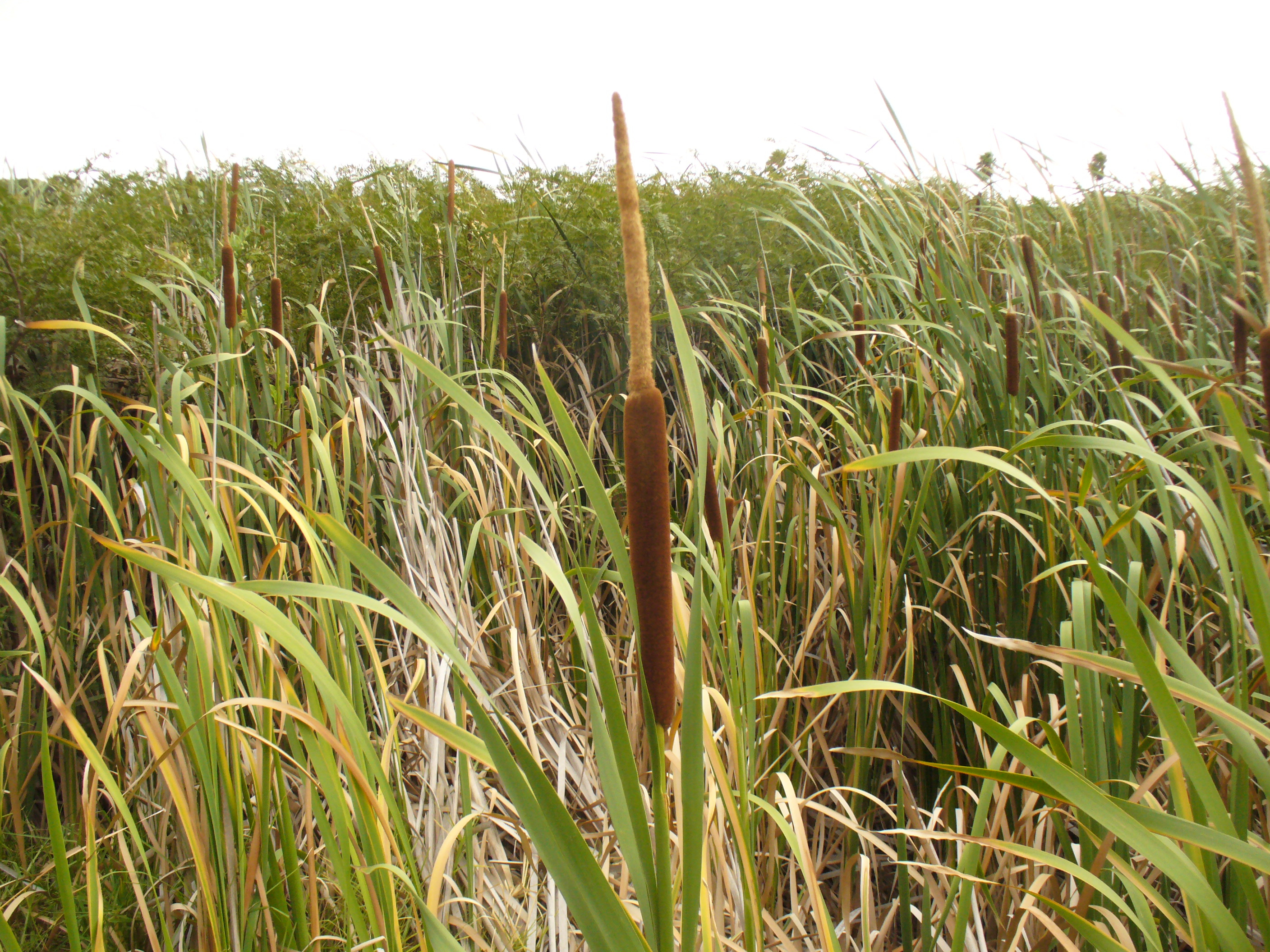
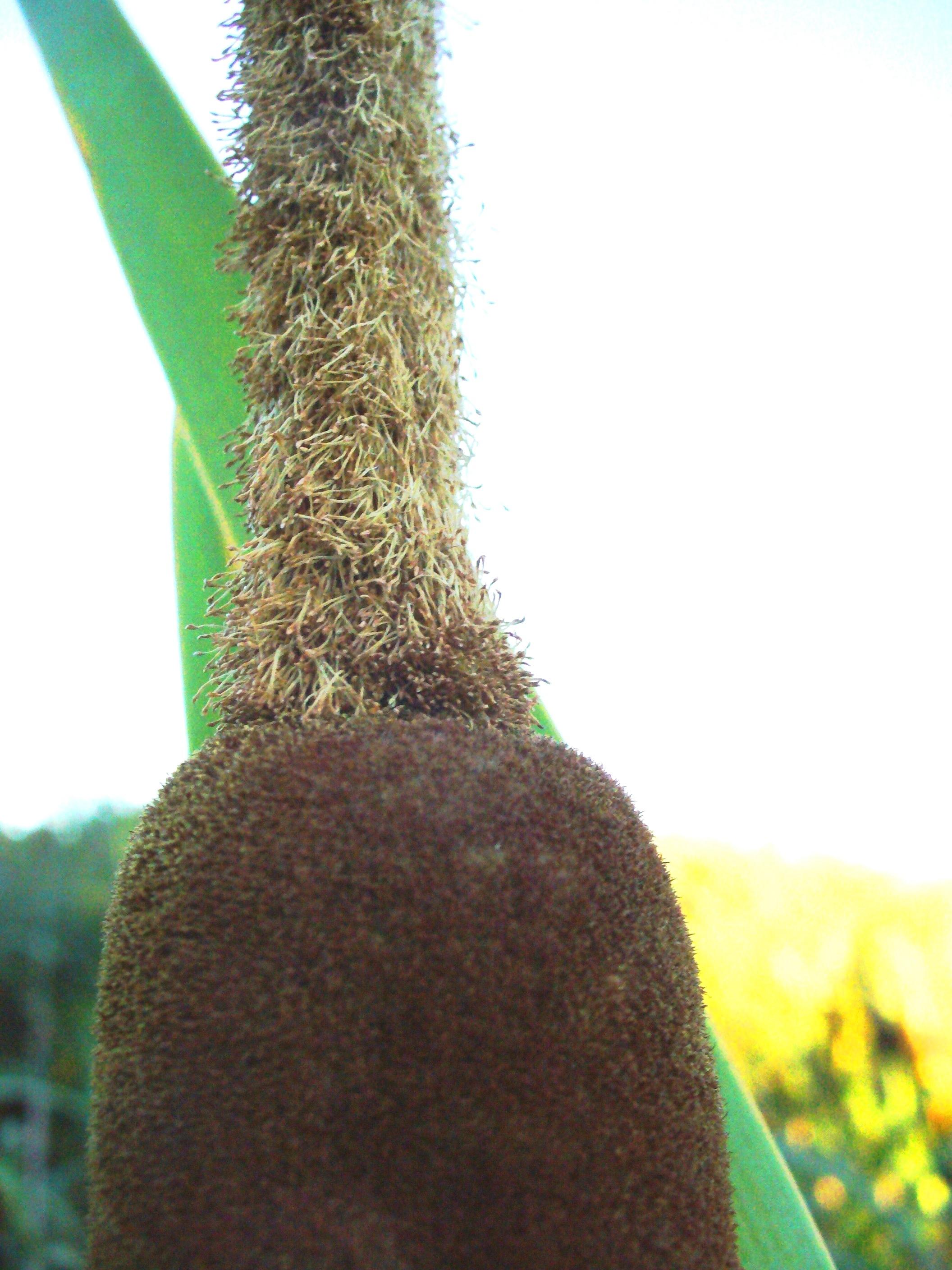